# Kennedy (Alabama)
Kennedy è un comune degli Stati Uniti d'America situato nella contea di Lamar dello Stato dell'Alabama.